# Microdon alcicornis
Microdon alcicornis är en tvåvingeart som beskrevs av Ferguson 1926. Microdon alcicornis ingår i släktet myrblomflugor, och familjen blomflugor. Inga underarter finns listade i Catalogue of Life.